# Lotus tibesticus
Lotus tibesticus är en ärtväxtart som beskrevs av René Charles Maire. Lotus tibesticus ingår i släktet käringtänder, och familjen ärtväxter. Inga underarter finns listade i Catalogue of Life.